# William Marsden

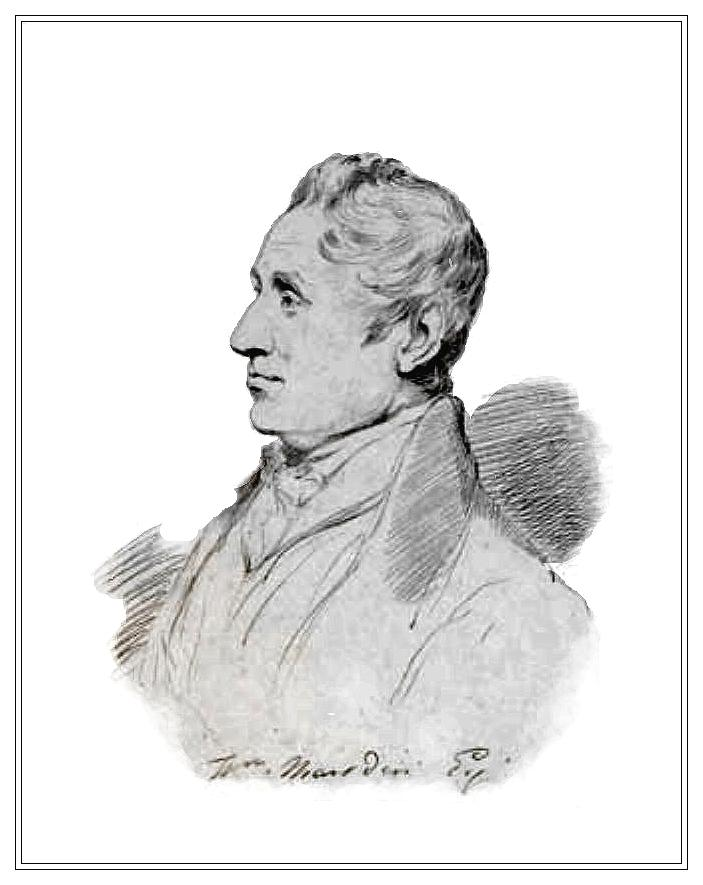
William Marsden

William Marsden (* 16. November 1754 in Verval, County Wicklow, Irland; † 6. Oktober 1836) war ein englischer Orientalist, Sprachforscher, Numismatiker und wissenschaftlicher Erforscher der Insel Sumatra.

## Leben und Wirken
William Marsden war der Sohn eines wohlhabenden Kaufmanns. In Dublin ging er zur Schule. Er bereitete sich darauf vor, das Trinity College in Dublin zu besuchen, entschied sich aber im Jahr 1770, seinem Bruder John zu folgen und in den nichtmilitärischen Dienst der Britischen Ostindien-Kompanie (East India Company) im westlichen Sumatra einzutreten. Noch im gleichen Jahr schiffte er sich in Gravesend ein und erreichte 1771, im Alter von erst 16 Jahren, Bengkulu (damals Bencoolen) an der Westküste von Sumatra. Hier arbeitete er zunächst als Untersekretär im Fort Marlborough, stieg aber bald in höhere Positionen auf und gelangte in das Büro des Hauptsekretariats der Regierung. Marsden studierte die Malaiischen Sprachen und sammelte alle mündlichen und schriftlichen Nachrichten über die Länder und Völker auf Sumatra. 1779 kehrte er nach Europa zurück. In England erhielt er eine Pension.
Von Joseph Banks und weiteren Mitgliedern der Royal Society wurde er ermuntert, seine Kenntnisse und mitgebrachten Materialien zu veröffentlichen. Das Resultat ist sein Hauptwerk, The History of Sumatra, die erste detaillierte Gesamtdarstellung Sumatras, mit umfangreichen Informationen über Flora und Fauna, Wirtschaft, soziale Strukturen, Religionen und Sprachen dieser Insel. Auch veröffentlichte er in diesem Buch als Erster das bataksche Alphabet und trug damit erheblich zur Erforschung der Sprache dieses Volkes bei.
In London war Marsden ab 1795 Zweiter Sekretär, ab 1804 bis 1807 Erster Sekretär bei der Admiralität. Danach ging er in den Ruhestand und nahm seinen Wohnsitz in Edge Grove, Aldenham, Hertfordshire.
Seine bereits 1786 begonnene Grammatik der Malaiischen Sprache wurde 1812 veröffentlicht. 1818 folgte eine Übersetzung der Reisen des Marco Polo aus dem Italienischen. 1834 vermachte er dem British Museum seine orientalischen und indischen Münzen. Marsden hinterließ eine reiche Sammlung von Briefen, Dokumenten und Forschungsmaterial; Teile davon vermachte er noch zu Lebzeiten 1835 dem King’s College London.
Marsden erlitt 1833 einen Apoplex, an dessen Folgen er am 6. Oktober 1836 starb. Er wurde auf dem Kensal Green Cemetery in London bestattet.
Seine Autobiographie wurde von seiner Witwe Elizabeth als A brief memoir of the life and writings of the late William Marsden / written by himself, with notes from his correspondence 1838 bei Cox and Sons in London veröffentlicht.

## Ehrungen und Mitgliedschaften
Im Januar 1783 wurde er als Mitglied („Fellow“) in die Royal Society aufgenommen. Er übte von 1802 bis 1810 das Amt des Schatzmeisters, von 1803 bis 1810 das eines Vizepräsidenten bei der Royal Society aus. Als Vizepräsident musste er öfters den Präsidenten Joseph Banks wegen Krankheit vertreten.
1784 wurde er als Mitglied in die Asiatic Society in Kalkutta gewählt, 1785 wurde er Mitglied der Society of Antiquaries of London. Marsden war 1785 einer der Gründungsmitglieder (original member) der Royal Irish Academy. 1786 erhielt er von der Universität Oxford einen Doctor of Civil Law verliehen. 1799 wurde er Mitglied im Literary Club.
Die Pflanzengattung Marsdenia aus der Familie der Hundsgiftgewächse (Apocynaceae) ist nach ihm benannt.

## Schriften (Auswahl)
- Marsdens Hauptwerk: The History Of Sumatra

1. Auflage 1783
The History Of Sumatra, Containing An Account of the Government, Laws, Customs, and Manners Of the Native Inhabitants, With A Description of the Natural Productions, And A Relation of the Ancient Political State Of that Island. By William Marsden, F.R.S. Late Secretary to the President and Council Of Fort Marlborough. – London: Printed for the Author, and Sold by Thomas Payne and Son, Mew’s-Gate; Benjamin White, Fleet-street; James Robson, New Bond-street; P. Elmsly, Strand; Leigh and Sotheby, York-street Covent Garden; and J. Sewell, Cornhill, MDCCXXXIII. VIII, 375 S., 6 nn. S. Index. 4°. Titelbild: Gefaltete Karte von Sumatra. Nach S. 168: Schrifttafel mit Rejang-, Batta- und Lampoon-Alphabet. – Digitalisat der Bayerischen Staatsbibliothek: reader.digitale-sammlungen.de. Abgerufen am 4. Juni 2012.
2. Auflage 1784
The History Of Sumatra … [wie vor]. – The Second Edition. – London … [wie vor], MDCCXXXIV. [Inhalt unverändert]
3. Auflage 1811
The History Of Sumatra, Containing An Account Of The Government, Laws, Customs, And Manners Of The Native Inhabitants, With A Description Of The Natural Productions, And A Relation Of The Ancient Political State Of That Island. – By William Marsden, F.R.S. – The Third Edition, With Corrections, Additions, And Plates. – London: Printed For The Author, By J. M’Creery, Black-Horse-Court, And Sold By Longman, Hurst, Rees, Orme, And Brown, Paternoster-Row. – 1811. VIII, 479 S., 9 nn. S. Index. Mit 27 Tafeln, 1 Bl. Sumatran Alphabets, 1 mehrfach gefaltete Karte. 4°. – Digitalisat: gutenberg.org. Abgerufen am 8. Juni 2012. — An dieser Stelle wird darauf hingewiesen, dass in den hier eingefügten „Bildpaketen“ A) und B) der Titel, die Karte von Sumatra und alle Tafeln in diesem Buch vollständig vorhanden sind.
Deutsche Ausgabe 1785
Natürliche und bürgerliche Beschreibung der Insel Sumatra in Ostindien. Von Wilhelm Marsden, ehemaligen Secretär des Präsidenten und der Regierung des Fort Marlborough. Aus dem Englischen übersetzt. – Nebst einer Charte. – Leipzig, im Schwickertschen Verlage 1785. 466 S. und 3 nn. Bl. Inhalt. 8°. 1 mehrfach gefaltete "Karte der Insel Sumatra in Ostindien". – Digitalisat: books.google.de. Abgerufen am 5. Juni 2012.
Rezension in: Allgemeine Literatur-Zeitung. Halle, S.: Schwetschke; Leipzig: Churfürstl. Sächsische Zeitungsexpedition, 3. Band 1785, N°. 226, S. 345–348. – Digitalisat der Rezension: zs.thulb.uni-jena.de. Abgerufen am 9. Juni 2012.
Auch veröffentlicht in: Sammlung der besten und neuesten Reisebeschreibungen in einem ausführlichen Auszuge, worinnen eine genaue Nachricht von der Religion, Regierungsverfassung, Handlung, Sitten, Naturgeschichte und andern merkwürdigen Dingen verschiedener Länder und Völker gegeben wird. Aus verschiedenen Sprachen zusammengetragen. Acht und zwanzigster Band. Berlin, verlegts August Mylius, 1788. S. 197–612. Mit der Faltkarte.
Französische Ausgabe 1788
Histoire de Sumatra, Dans laquelle on traite du Gouvernement, du Commerce, des Arts, des Loix, des Coutumes & des Moeurs des Habitans; des Productions Naturelles, & de l’ancien ètat politique de cette Isle; par William Marsden, de la Société Royale des Londres, ancien Secrétaire du Président et du Conseil du Fort Marlborough, á Sumatra: Traduite de l’Anglois sur la deuxième Édision, avec des Cartes. Par M. Parraud, de l’Académie de Villefrance, & de celle des Arcades de Rome. – Tome Premier [Tome Deuxième]. – A Paris, Chez Buisson, Libraire, rue des Poitevins, Hôtel de Mesgrigny, N°. 13. – M.DCC.LXXXVIII. – Avec Approbation et Privilége du Roi. 2 Bände: (4), 363, (2) S.; (4), 353, (3) S. 1 Tafel (Alphabete), 1 gefaltete Karte. 8°. – Digitalisat des ersten Bandes: books.google.de. Abgerufen am 5. Juni 2012.
- A Dictionary Of The Malayan Language, In Two Parts, Malayan And English And English And Malayan. – By William Marsden, F.R.S. Author Of The History Of Sumatra. – London: Printed for the Author by Cox and Baylis, Great Queen Street; and sold by Longman, Hurst, Rees, Orme, and Brown, Paternoster-Row, and Black, Parry, and Kingsbury, Booksellers to the Honorable East-India-Company, Leadenhall-Street. – 1812. – [2] Bl., XV, 589 S., [1] Bl.; 4° – PDF-Datei: sabrizain.org (45,4 MB). Abgerufen am 6. Juni 2012.
- A Catalogue Of Dictionaries, Vocabularies, Grammars, And Alphabets. In Two Parts. – Part I. Alphabetic Catalogue Of Authors. II. Chronological Catalogue Of Works In Each Class Of Language. – By William Marsden, F.R.S. &c. – London: Printed 1796. – [6], 154 S. 4°
- A grammar of the malayan language, with an introduction and praxis. London, printed for the autor by Cox and Baylis, sold by Longman, Hurst, Rees, Orme and Brown, and by Black, Parry and Co., Booksellers to the British East India Company, 1812.  [1], [1 blank], L, [2], 225, [1 blank] S. 4°.
- The Travels Of Marco Polo, A Venetian In The Thirteenth Century, Being A Description, By That Early Traveller, Of Remarkable Places And Things, In The Eastern Parts Of The World. Translated From The Italian, With Notes. – By William Marsden, F.R.S. &c. – With A Map. – London: Printed For The Author, By Cox And Baylis, Great Queen Street; And Sold By Longman, Hurst, Rees, Orme, And Brown, Paternoster-Row; And Black, Parry, And Kingsbury, Parbury And Allen, Leadenhall-Street. MDCCCXVIII. [1818] LXXX, 781 S. 4°. – Ausführliche Rezension: babel.hathitrust.org (englisch). – (Die Übersetzung fand auch Aufnahme in der Everyman’s Library, Band 306.)
- Numismata Orientalia Illustrata: The Oriental Coins, Ancient And Modern, Of His Collection, Described And Historically Illustrated by William Marsden. F.R.S. &c., &c. – With Numerous Plates, From Drawings Made Under His Inspection. – Part I. [Part II.] – London: Printed For The Author, By Cox And Baylis, Great Queen Street, Lincoln’s-Inn-Fields; And Sold By Longman, Hurst, Rees, Orme, And Brown, Paternoster-Row; And Kingsbury, Parbury And Allen, Leadenhall-Street. – MDCCCXXIII. [MDCCCXXV] – [1823 bzw. 1825] – 2 Bände: XIX, [5], 840 S.(durchgehend paginiert), LVII Tafeln. 4°.
- Bibliotheca Marsdeniana Philologica Et Orientalis: A Catalogue Of Books And Manuscripts Collected With A View To The General Comparison Of Languages, And To The Study Of Oriental Literature, By William Marsden, F.R.S. &c. – London: Printed By J. L. Cox, Great Queen Street, Lincoln’s-Inn Fields. 1827. – 308 S., 2 nn. Bl., 4°. – Digitalisat: books.google.de. Abgerufen am 6. Juni 2012.